# Antal Dóra
Antal Dóra (Eger, 1993. szeptember 9. –) Európa-bajnok magyar válogatott vízilabdázónő.

## Pályafutása
2008-ban az ifjúsági Európa-bajnokságon és a junior világbajnokságon is második lett. A magyar bajnokságban hatodik helyezett volt és megnyerte a góllövőlistát. 2009-ben a junior Európa-bajnokságon ötödik volt a válogatottal. Az ifjúsági világbajnokságon, Hanti-Manszijszkban negyedikek lettek. Antal gólkirálynő lett és bekerült a torna all stars csapatába. Az Egerrel bronzérmet ért el a magyar bajnokságban. A góllövőlistán 59 góllal harmadik lett. Ebben az évben tagja volt a válogatott bő keretének.
2010-ben az ifi Eb-n lett bronzérmes. Az ob I-ben ismét harmadik volt. A góllövőlistán negyedik helyen végzett 62 góllal. Júniusban a budapesti világliga-selejtezőben bemutatkozhatott a felnőtt válogatottban. Tagja volt a világkupában hatodik helyen végzett válogatottnak. Az Európa-bajnoki csapatba nem került be. 2011-ben a junior vb-n ezüstérmes volt. A magyar bajnokságban sorozatban a harmadik bronzérmét szerezte meg. 68 góllal ismét a góllövő ranglista negyedikje volt. A válogatott színeiben kilencedik volt a világbajnokságon.
2012-ben magyar bajnokságot nyert és 64 góllal megszerezte a gólkirálynői címet. Tagja volt az Európa-bajnokságon bronzérmet szerző válogatottnak, amely áprilisban az olimpiai selejtezőn kiharcolta az ötkarikás indulás jogát. Az olimpián negyedik helyezést ért el. Szeptemberben a junior Európa-bajnokságon (U19) második helyezést ért el és a torna legjobb játékosának választották.
2013-ban negyedik helyen végzett a női BEK-ben. Csapatával magyar bajnok lett. A góllövőlistán első helyen végzett. A 2013-as női vízilabda-világligán negyedik helyezett volt. A világbajnokságon bronzérmet szerzett. A junior világbajnokságon hatodik helyezést ért el. 2013 őszétől a Berkeley egyetem hallgatója.
2014-ben az amerikai NCAA bajnokságban negyedik helyen végzett a klubjával.
A 2014-es női vízilabda-Európa-bajnokságon bronzérmes lett. 11 góljával a góllövőlistán nyolcadik helyen végzett.
A 2015-ös női vízilabda-világbajnokságon kilencedik helyen végzett. 2016-ban tagja volt az Európa-bajnok válogatottnak.
2021 júniusában tagja volt a világligában második helyen végzett csapatnak. Ezt követően meghatározatlan időre lemondta a válogatottságot.

## Díjai, elismerései
- Arany Vízilabda Vándordíj – a női ob I. gólkirálynője (2007/08) - 80 gól
- Vodapolo ösztöndíj (2009)
- Eger város legjobb serdülő leány sportolója (2008)
- Szalay Iván-díj (Legjobb utánpótlás játékos) (2010)
- Eger Város Legjobb Női Sportolója (2011)
- Eger Kiváló Sportolója (2012)
- Magyar Ezüst Érdemkereszt (2012)

## Sikerei
Világbajnokság
- bronzérmes: 2013

Európa-bajnokság
- aranyérmes: 2016
- bronzérmes: 2012, 2014

Világliga
- ezüstérmes: 2021

Junior világbajnokság
- ezüstérmes: 2011

Junior Európa-bajnokság
- ezüstérmes: 2008, 2012

Ifjúsági Európa-bajnokság
- ezüstérmes: 2008
- bronzérmes: 2010

Ifjúsági Olimpiai Fesztivál
- aranyérmes: 2009

Magyar bajnokság
- aranyérmes: 2012, 2013, 2016, 2019, 2021, 2022
- bronzérmes: 2009, 2010, 2011

Magyar kupa
- győztes: 2012, 2015, 2018